# Mi Lyrae
Mi Lyrae (μ Lyr) – gwiazda w gwiazdozbiorze Lutni. Jest odległa od Słońca o ok. 439 lat świetlnych.

## Nazwa
Gwiazda ta nosiła tradycyjną nazwę Al Athfar, która wywodzi się od arabskiego słowa ‏الأظفر‎ al-’uz̧fur, co oznacza „szpony (pikującego orła)” i nawiązuje do znaczenia nazwy gwiazdy Wega („pikujący orzeł”), najjaśniejszej w konstelacji. Nazwa ta, w formie Aladfar, została w późniejszym czasie przypisana gwieździe Eta Lyrae.

## Charakterystyka
Mi Lyrae to biały podolbrzym należący do typu widmowego A3 lub A0. Temperatura jego powierzchni według pierwszej klasyfikacji to 9, a według drugiej to 10 tysięcy kelwinów. Jego jasność, uwzględniając promieniowanie ultrafioletowe, jest 137 lub 207 razy większa od jasności Słońca, a masa 2,9 lub 3,1 razy większa. Szybka prędkość rotacji gwiazdy prawdopodobnie powoduje istotne spłaszczenie. W ciągu kilku milionów lat helowe jądro gwiazdy skurczy się, a jego otoczka rozedmie, przekształcając gwiazdę w czerwonego olbrzyma. Ostatecznie gwiazda odrzuci otoczkę, pozostawiając białego karła o masie około 0,7 M☉.